# World of Tanks Generals
World of Tanks Generals — коллекционная карточная онлайн-игра, разработанная и выпущенная компанией Wargaming.net для персональных компьютеров, а также для устройств с iOS. Изначально World of Tanks Generals была выпущена для ограниченной аудитории в странах Скандинавии 13 августа 2015 года, и официально выпущена 26 ноября 2015 года. 15 апреля 2016 года было объявлено о прекращении онлайн-поддержки игры. Цель игры заключается в осаде вражеского штаба.
World of Tanks Generals получила положительные отзывы от критиков и игроков. Наиболее высоко были оценены система free-to-play, разнообразие типов карт, графическая стилизация, однако критике подвергся «поверхностный» игровой процесс.

## Игровой процесс
World of Tanks Generals представляет собой пошаговую стратегию с двумя типами матчей — матчами один на один с реальным противником и тренировочными боями против ИИ. Игровой процесс происходит на игровом поле высотой три и шириной пять клеток. Колода каждого игрока состоит из 40 карт, в «руке» игрока находится до 6 карт; игроки размещают свои карты танков в квадратах, окружающих их карту штаба. После развёртывания карт игроки могут перемещать карты танков на любую соседнюю незанятую позицию во время своих ходов. Побеждает игрок, чьи карты танков понижают очки прочности карты штаба противника до нуля.
Каждая карта танка обладает уникальными наступательными и оборонительными способностями: лёгкие танки могут передвигаться на клетку дальше, средние — обладают способностью ходить по диагонали, тяжёлые могут передвигаться вперёд-назад и вверх-вниз, противотанковые самоходные артиллерийские установки (ПТ-САУ) всегда контратакуют первыми.
В World of Tanks Generals доступно для игрока более 200 карт. Для того чтобы открыть карту, игроки могут выбрать, на какой армии сосредоточиться (СССР, США или Германия) и исследовать дерево технологий, выбирая конкретные ветви. Каждая ветвь предлагает разные карты для исследования. Карты в игре бывают трёх видов: взводы, приказы и техника. Взводы могут восстанавливать здоровье штаба и удваивать наступательные возможности карты техники. Приказы — карты мгновенного действия, которые будучи разыграны, в дальнейшем исчезают. Каждая карта танка, взвода или приказа, использованная игроком, требует топлива: в начале каждого хода топливо пополняется, а дополнительное топливо можно собрать, выставив на поле определённые карты танков.

## Разработка и выпуск
World of Tanks Generals была анонсирована 4 октября 2011 года. 30 апреля 2013 года стартовало закрытое альфа-тестирование. 2 марта 2015 года началось закрытое бета-тестирование браузерной версии игры. 3 апреля стартовало закрытое бета-тестирование iOS-версии игры. 3 июня началось открытое бета-тестирование браузерной версии игры.
World of Tanks Generals была выпущена 13 августа 2015 года в App Store с использованием стратегии мягкого запуска для ограниченной аудитории: предварительный выход состоялся в странах Скандинавии (Исландия, Дания, Швеция, Норвегия и Финляндия). 26 ноября 2015 года состоялся полноценный выпуск World of Tanks Generals в браузере и на iOS-устройствах. 15 апреля 2016 года Wargaming.net сообщила о прекращении онлайн-поддержки игры.

## Отзывы
| Сводный рейтинг       | Сводный рейтинг |
| Агрегатор             | Оценка          |
| --------------------- | --------------- |
| «Критиканство»        | 75/100          |
| Иноязычные издания    |                 |
| Издание               | Оценка          |
| Gamezebo              | iOS:            |
| Pocket Gamer UK       | iOS:            |
| Pocket Tactics        | iOS:            |
| Русскоязычные издания |                 |
| Издание               | Оценка          |
| PlayGround.ru         | PC: 7/10        |
| «Игры Mail.ru»        | PC: 7/10        |

World of Tanks Generals получила в целом благоприятные отзывы. На сайте-агрегаторе Критиканство игра получила 75 баллов из 100 возможных на пяти обзоров.
В своём оборе iOS-версии Том Кристиансен из веб-сайта Gamezebo отметил из плюсов большое разнообразие типов карт и отсутствие случайных наборов карт при покупке, а из минусов — затянувшиеся матчи. В заключении Кристиансен отметил, что «World of Tanks Generals — отличная карточная игра как для обычных игроков, так и для энтузиастов карточных игр, но для более обычных игроков это может занять немного больше времени, чем то, к чему они привыкли на мобильных устройствах». Обозреватель веб-сайта Pocket Gamer Крис Джеймс похвалил игру, в заключении отметив, что «World of Tanks Generals — удивительно свежий карточный баттлер, который сочетает в себе элементы шахмат и пошаговых стратегий». Обозреватель веб-сайта Pocket Tactics Тоф Эклунд в заключении отметил, что «World of Tanks Generals — не премиальная игра, переделанная под микротранзакции. World of Tanks Generals использует свою систему FTP для создания увлекательных колод и дуэлей, но никогда не достигает глубины стратегии или последовательности ощущений, которые характеризуют лучшие ККИ».
В обзоре на веб-сайте PlayGround.ru из плюсов были отмечены «симпатичная графическая стилизация; простота в освоении; приятное разнообразие механики для жанра ККИ», а из минусов — «перекочевавшая из World of Tanks система прокачки; недостаточная для полноценной ККИ глубина; некоторые огрехи интерфейса». В заключении было отмечено, что World of Tanks Generals «относительно неплохая карточная игра, которая скрасит несколько вечеров приятным разнообразием, но вряд ли затянет надолго из-за поверхностного геймплея». Рецензент веб-портала «Игры Mail.ru» Арсений Крымов отметил, что «World of Tanks Generals — скорее шахматы, чем покер: она нетороплива и требует не только стратегического мышления, но внимательности и усидчивости».

### Комментарии
1. ↑  Мягкий запуск используется для проверки функциональности продукта, сбора данных или отзывов клиентов на ограниченных территориях перед его глобальным релизом.